# Heteropterys imperata
Heteropterys imperata är en tvåhjärtbladig växtart som beskrevs av André M. Amorim. Heteropterys imperata ingår i släktet Heteropterys och familjen Malpighiaceae. Inga underarter finns listade i Catalogue of Life.